# Brachytrupes
Brachytrupes je rod pretežno afričkih zrikavaca u porodici Gryllidae.

## Vrste
- Brachytrupes calaharicus (Karny, 1910)
- Brachytrupes chopardi (Uvarov, 1922)
- Brachytrupes grandidieri (Saussure, 1877)
- Brachytrupes megacephalus (Lefèvre, 1827)
- Brachytrupes membranaceus (Drury, 1773) - tipska vrsta (kao Gryllus membranaceus Drury = B. membranaceus membranaceus)
- Brachytrupes politus (Bolivar, I., 1890)
- Brachytrupes testaceus (Karny, 1910)

Napomena: "Brachytrupes portentosus" (Lichtenstein AAH, 1796) je sinonim za Tarbinskiellus portentosus: pronađena u Aziji.